# (17105) 1999 JC47
A (17105) 1999 JC47 a Naprendszer kisbolygóövében található aszteroida. A LINEAR projekt keretében fedezték fel 1999. május 10-én.